# José Luis Garci
José Luis García Muñoz známý jako José Luis Garci (* 20. ledna 1944, Madrid) je španělský filmový režisér, scenárista a kritik. Jeho snímek Volver a empezar získal v roce 1982 Oscara za nejlepší cizojazyčný film, a Garci se tak stal prvním Španělem, který toto ocenění získal. Na stejnou cenu byl jeho film nominován ještě třikrát: v roce 1985 Sesión continua, roku 1988 Asignatura aprobada a v roce 1999 snímek El Abuelo. Tři ceny z Montrealského festivalu si v roce 1994 odnesl jeho film Canción de cuna. Za režii filmu Asignatura aprobada získal roku 1988 národní cenu Goya. Jeho film You're the One (una historia de entonces) mu vynesl nominaci na Zlatého medvěda na Berlinale a nominaci za režii na Evropskou filmovou cenu.